# Leborey
Leborey (llamada oficialmente Santa María de Leborei) es una parroquia y una aldea española del municipio de Monterroso, en la provincia de Lugo, Galicia.

## Organización territorial
La parroquia está formada por tres entidades de población:

### Entidades de población
Entidades de población que forman parte de la parroquia:
- A Ponte dos Carros
- Leborei

### Despoblado
Despoblado que forma parte de la parroquia:
- A Ermida

## Demografía

### Parroquia
| Gráfica de evolución demográfica de Leborey (parroquia) entre 2000 y 2020 |
|                                                                           |
| Datos según el nomenclátor publicado por el INE.                          |

### Aldea
| Gráfica de evolución demográfica de Leborei (aldea) entre 2000 y 2020 |
|                                                                       |
| Datos según el nomenclátor publicado por el INE.                      |